# 카를로스 델피노
카를로스 프란시스코 델피노(스페인어: Carlos Francisco Delfino, 1982년 8월 29일~)는 아르헨티나의 농구 선수로 포지션은 스몰 포워드와 슈팅 가드이다. 전미 농구 협회(NBA)의 디트로이트 피스턴스, 토론토 랩터스, 휴스턴 로키츠, 밀워키 벅스에서 뛰었으며 아르헨티나 국가대표팀의 일원으로 2004년 하계 올림픽 금메달, 2008년 하계 올림픽 동메달을 획득했다.